# Distrito de Sirte
Sirte (en árabe: سرت‎ Surt, pronunciaciónⓘ) es uno de los veintidós distritos de Libia. Tiene una extensa costa sobre el mar Mediterráneo, más concretamente sobre el golfo de Sidra. Sirte es su ciudad capital, en la que se encuentra la prestigiosa Universidad de Al-Tahadi.

## Superficie y población
La superficie de este distrito abarca unos 77.660 km². La población está compuesta por unos 141.378 habitantes, según las cifras del censo realizado en el año 2006.